# Wegen in Polen

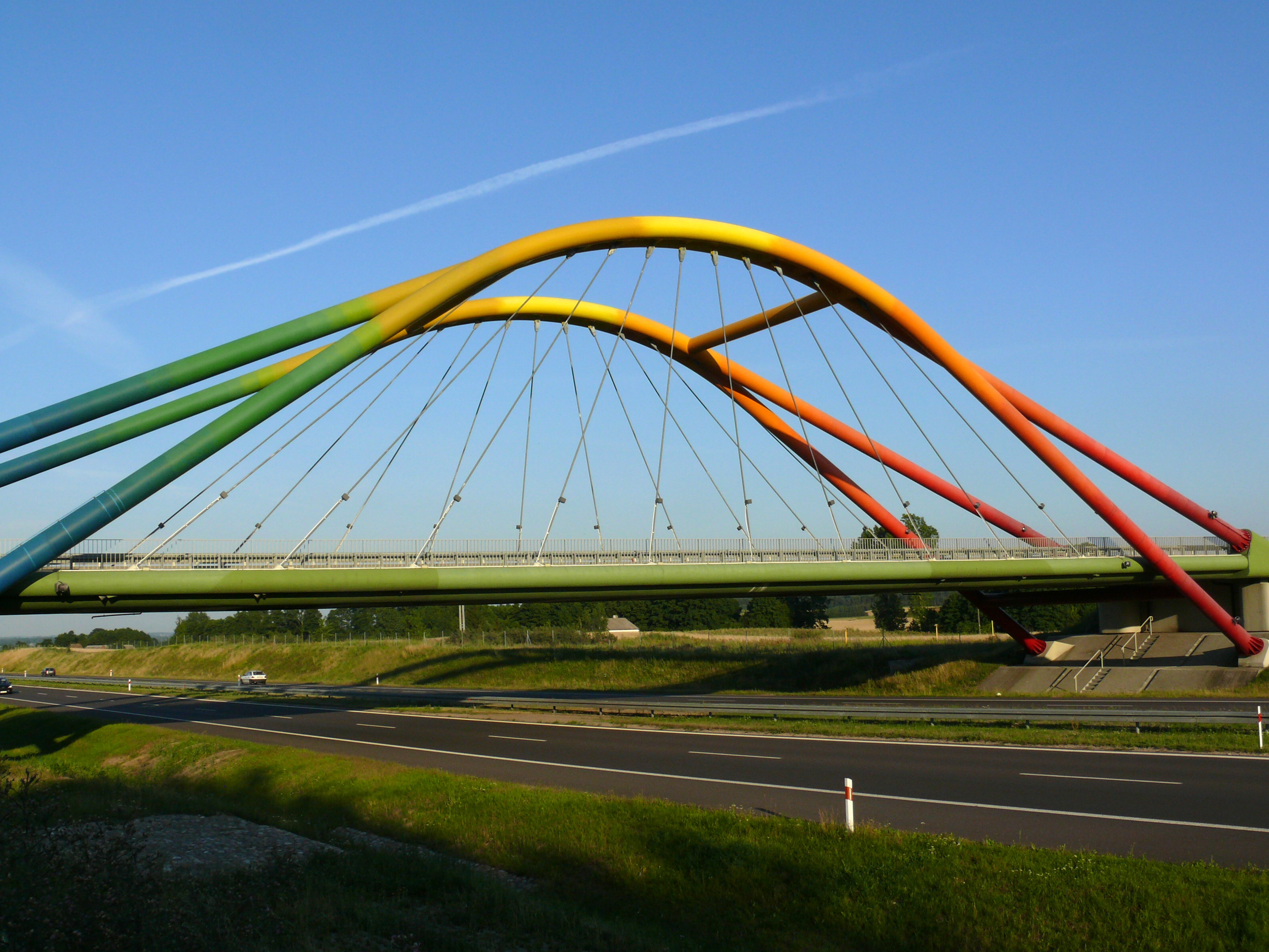
De nieuwe A2 bij Kościelec

Het wegennet van Polen is een netwerk dat op dit moment op veel plaatsen wordt uitgebreid en verbeterd. De ligging van Polen tussen West-Europa en de voormalige Sovjet-Unie zorgt voor veel doorgaand verkeer door het land. In de toekomst zal het internationale oost-westverkeer via autosnelwegen worden afgehandeld.

## Geschiedenis

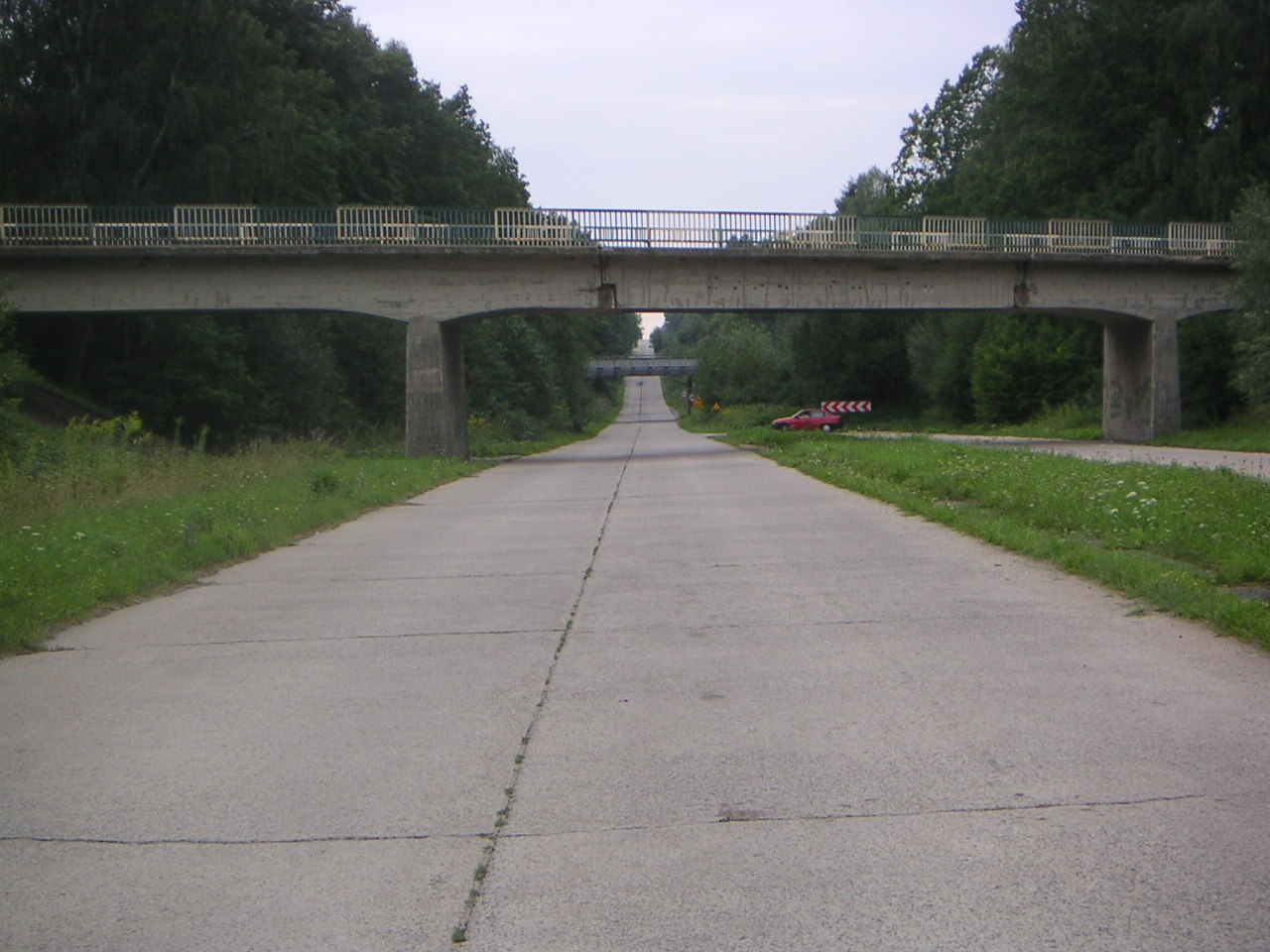
De verwaarloosde Berlinka in 2006

De eerste autosnelwegen in Polen werden aangelegd onder het Nazi-Duitsland. Deze Reichsautobahnen lagen in gebieden die toentertijd bij Duitsland hoorden, zoals Silezië en Pommeren. De Berlinka tussen Berlijn en Kaliningrad en de A18 tussen Berlijn en Wrocław zijn hier voorbeelden van.
Ten tijde van het communisme werd het wegennet verwaarloosd. Er werden geen nieuwe autosnelwegen meer aangelegd en het onderhoud aan bestaande nationale wegen werd nauwelijks uitgevoerd. Dit heeft ertoe geleid dat Polen bij de toetreding tot de Europese Unie in 2004 het slechtste wegennet van de nieuwe landen had. De meeste nationale wegen hadden een slecht wegdek en de Reichsautobahnen waren in ruim zeventig jaar tijd nauwelijks onderhouden.
Sinds de toetreding tot de EU zijn veel wegen in rap tempo opgeknapt. Ook heeft het land het autosnelwegennet sterk uitgebreid. Op dit moment is ruim 1300 kilometer snelweg in aanleg. Er wordt gebouwd aan een netwerk van autosnelwegen en expreswegen van enkele duizenden kilometers lang.

## Soorten wegen

### Autosnelwegen en expreswegen
De belangrijkste wegen in Polen zijn de autosnelwegen (Pools: autostrada). Deze wegen vormen een netwerk van internationale transportassen. Voor de wegen moet meestal tol worden betaald. 
Aanvullend op de autosnelwegen zijn de expreswegen (Pools: droga ekspresowa), die in feite ook autosnelwegen zijn, maar lagere ontwerpeisen hebben en soms enkelbaans zijn. De expreswegen verbinden de belangrijke steden met elkaar. Er hoeft geen tol voor betaald te worden.

### Nationale wegen
De nationale wegen (Pools: droga krajowa) verbinden de belangrijke steden met elkaar. Door een gebrek aan een goed autosnelwegennet hebben deze wegen de afgelopen decennia een belangrijke rol gespeeld in het wegverkeer. Op dit moment worden veel nationale wegen omgebouwd tot autosnelweg of expresweg.

### Provinciale wegen
De provinciale wegen (Pools: droga wojewódzka) zijn de wegen die in het beheer van de woiwodschappen, de provincies van Polen. Ze zijn vaak slechts van regionaal of lokaal belang.

## Wegnummering
Polen kent, net als Nederland, integrale wegnummering. Dit houdt in dat elk wegnummer slechts één keer voorkomt, ongeacht het prefix. Het systeem kent twee lagen: de nationale wegen (Pools: droga krajowa) en de provinciale wegen (Pools: droga wojewódzka). De nationale wegen hebben een eencijferig of tweecijferig nummer en rood wegschild met witte cijfers, terwijl de provinciale wegen een driecijferig nummer en een geel wegschild met zwarte cijfers hebben. Bij de nationale wegen wordt daarnaast ook onderscheid gemaakt tussen autosnelwegen (Pools: autostrada), expreswegen (Pools: droga ekspresowa) en gewone wegen. De autosnelwegen krijgen het prefix 'A', de expreswegen een 'S' en de gewone wegen het prefix 'DK'. De provinciale wegen hebben het prefix 'DW'. De A en S komen ook op de bewegwijzering voor. De DK en DW alleen in de schrijftaal.
De integrale wegnummering zorgt ervoor dat een wegnummer niet verandert bij het einde van een autosnelweg. De A2, S2 en DK2 zijn dezelfde route. Na de aanleg van een autosnelweg wordt krijgt de oude nationale weg een wegnummering in de negentig. Zo is de DK91 de oude DK1 en de DK98 de oude DK8.

## Snelheidslimiet

Snelheidslimieten in Polen

Op autosnelwegen ligt het snelheidslimiet op 140 km/h, wat een van de hoogste snelheidslimieten ter wereld is. Op expreswegen wordt onderscheid gemaakt tussen wegen met en wegen zonder middenberm. Op wegen met middenberm mag 120 km/h worden gereden en op wegen zonder 100 km/h. Ook op normale wegen buiten de bebouwde kom wordt dit onderscheid gemaakt. Hier mag men 100 km/h met middenberm en 90 km/h zonder. Binnen de bebouwde kom geldt een snelheidslimiet van 50 km/h overdag en 60 km/h 's nachts.
Albanië · Andorra · Armenië · Azerbeidzjan · België · Bosnië en Herzegovina · Bulgarije · Cyprus · Denemarken · Duitsland · Estland · Finland · Frankrijk · Georgië · Griekenland · Hongarije · IJsland · Ierland · Italië · Kazachstan · Kroatië · Letland · Liechtenstein · Litouwen · Luxemburg · Malta · Moldavië · Monaco · Montenegro · Nederland · Noord-Macedonië · Noorwegen · Oekraïne · Oostenrijk · Polen · Portugal · Roemenië · Rusland · San Marino · Servië · Slovenië · Slowakije · Spanje · Tsjechië · Turkije · Vaticaanstad · Verenigd Koninkrijk · Wit-Rusland · Zweden · Zwitserland